# Vénéjan
Vénéjan é uma comuna francesa na região administrativa de Occitânia, no departamento de Gard. Estende-se por uma área de 18,55 km². Em 2010 a comuna tinha 1 307 habitantes (densidade: 70,5 hab./km²).